# Tjärö
Tjärö este o arie protejată (arie specială de conservare — SAC, sit de importanță comunitară — SCI) din Suedia întinsă pe o suprafață de 300,6 ha, integral pe uscat.

## Localizare
Centrul sitului Tjärö este situat la coordonatele 56°10′00″N 15°02′59″E / 56.1666°N 15.0496°E.

## Înființare
Situl Tjärö a fost declarat sit de importanță comunitară în decembrie 1998 pentru a proteja un număr necunoscut de specii din flora spontană și fauna sălbatică aflate în arealul zonei. Situl a fost protejat și ca arie specială de conservare în martie 2011.

## Biodiversitate
Situată în ecoregiunile continentală și marină baltică, aria protejată conține 10 habitate naturale: Formațiuni de Juniperus communis pe lande sau pajiști calcaroase, Insulițe și insule mici din Baltica boreală, Recifuri, Pășuni din zone de pădure fino-scandinave, Bancuri de nisip acoperite în permanență slab de apă marină, Pajiști fino-scandinave uscate până la mezice, bogate în specii de altitudine mică, Golfuri mici largi și golfuri puțin adânci, Roci stâncoase cu vegetație pionieră de Sedo-Scleranthion sau Sedo albi-Veronicion dillenii, Păduri acidofile de stejar bătrân cu Quercus robur pe câmpii nisipoase, Pășuni de coastă din Baltica boreală.
La baza desemnării sitului se află un număr nedeclarat de specii protejate.